# Вишнів (Луцький район)
Ви́шнів — село в Україні, у Луцькому районі, до 2020 року - Ківерцівському районі Волинської області. Входить до складу Підгайцівської сільської громади. Населення становить 518 осіб.

## Історія
У 1906 році село Піддубецької волості Луцького повіту Волинської губернії. Відстань від повітового міста 15 верст, від волості 11. Дворів 58, мешканців 454.
До 6 березня 2018 року село підпорядковувалось Борохівській сільській раді Ківерцівського району Волинської області.
У 2018 —  2020 рр. у складі Липинської сільської громади.
19 липня 2020 року, в результаті адміністративно-територіальної реформи та ліквідації Ківерцівського району, село увійшло до складу Луцького району.

## Населення
Згідно з переписом УРСР 1989 року чисельність наявного населення села становила 535 осіб, з яких 249 чоловіків та 286 жінок.
За переписом населення України 2001 року в селі мешкало 511 осіб.

### Мова
Розподіл населення за рідною мовою за даними перепису 2001 року:
| Мова       | Відсоток |
| ---------- | -------- |
| українська | 98,46 %  |
| російська  | 1,35 %   |
| білоруська | 0,19 %   |